# Neolygus contaminatus
Neolygus contaminatus (Syn.: Lygocoris contaminatus) ist eine Wanzenart aus der Familie der Weichwanzen (Miridae).

## Merkmale
Die Wanzen werden 5,6 bis 6,9 Millimeter lang. Die Arten der Gattung Neolygus sind grün und haben einen ovalen Körper, der aber weniger breit ist als bei Apolygus-Arten. Die Sporne der Schienen (Tibien) sind braun und entspringen von schwarzen Punkten. Das zweite Fühlerglied ist länger als das Pronotum an der Basis breit ist. Neolygus contaminatus kann man von den übrigen Arten der Gattung durch den komplett grünen Clavus der Hemielytren und die langen Fühler unterscheiden. Ihr zweites Fühlerglied ist komplett blass.

## Vorkommen und Lebensraum
Die Art ist in Europa, einschließlich des westlichen Mittelmeerraums, östlich bis China und auch in Nordamerika verbreitet. In Deutschland ist sie weit verbreitet und ist vom Flachland bis in die höheren Mittelgebirgslagen in der Regel häufig. In Österreich ist sie nur vereinzelt, insbesondere in den mittleren Höhenlagen nachgewiesen. Besiedelt werden vor allem sonnige Waldränder und isoliert stehende Bäume. Schattige Orte meidet die Art.

## Lebensweise
Die Wanzen leben überwiegend an Birken (Betula), seltener auch an anderen Laubgehölzen, wie Erlen (Alnus), Weiden (Salix), Haseln (Corylus), Kreuzdorn (Rhamnus) oder Mehlbeeren (Sorbus). Sie saugen an den Reproduktionsorganen der Pflanzen, weswegen man sie nur an fertilen Pflanzen findet. Die Überwinterung erfolgt als Ei. Die Nymphen treten ab April auf, die adulten Wanzen ab Mitte Juni bis in den September, teilweise auch Oktober. Die Weibchen legen ihre Eier vor allem im Juli und August an den unreifen männlichen und weiblichen Kätzchen der Birken ab, aus denen die Nymphen aber erst nach der Überwinterung schlüpfen.

## Belege